# Chamier II

Chamier II

Chamier II odmienny

Chamier II (Ciemiński I, Chamier-Ciemiński I, Szeliga odmienny albo Księżyc odmienny) – kaszubski herb szlachecki, według Przemysława Pragerta odmiana herbu Szeliga albo Księżyc.

## Opis herbu
Opis z wykorzystaniem klasycznych zasad blazonowania:
Chamier II: W polu srebrnym (błękitnym?) krzyż trójlistny, ćwiekowy, czarny, zaćwieczony na półksiężycu złotym, z takąż gwiazdą nad każdym rogiem. Klejnot: nad hełmem w koronie trzy pióra strusie. Labry: srebrne (błękitne?) podbite złotem.
Chamier II odmienny: W polu (chyba) błękitnym miecz utkwiony w półksiężycu złotym, z takąż gwiazdą na każdym rogu. Klejnot: nad hełmem w koronie trzy pióra strusie. Labry (chyba) błękitne, podbite srebrem.

## Najwcześniejsze wzmianki
Herb Chamier II był opisywany (nieprecyzyjnie i bez elementów zewnętrznych) przez Cramera (Geschichte der Lande Lauenberg und Bütow, 1858) i Żernickiego (Die polnischen Stammwappen, 1904 i Der polnische Adel, 1900). Jego pełną i poprawniejszą formę herbu Prezmysław Pragert pozyskał w 2006 roku od Krystyny Ciemińskiej, która przekazała mu stary niemiecki odrys herbu Chamier-Ciemińskich. Doprecyzowana została tam forma krzyża oraz klejnot herbu.
Herb Chamier II odmienny znalazł się jako odmiana herbu Chamier-Ciemińskich w pracy genealogicznej o rodzinie Malotka autorstwa Petera i Eckharda v. Malotke z 2007 roku. Jest to odrys z nieokreślonego źródła, przytoczony bez barw. Rekonstrukcja barw pochodzi od Przemysława Pragerta.
Herb tutaj omawiany wydaje się być pośrednim etapem ewolucji herbu Chamierów, którzy pierwotnie najwyraźniej posługiwali się herbem Księżyc. W herbie Chamier II środkowa gwiazda została zastąpiona przez krzyż czy też miecz, zaś następnie w herbie Chamier krzyż czy miecz zlał się z księżycem w kotwicę.

## Herbowni
Chamier (Chamer, Chamir, Chamirsz, Chammer, Chammier, Chamyr, Szamier). Wedle Pragerta, herbem z krzyżem mieli posługiwać się Chamierowie z przydomkiem Ciemiński, w Nowym Siebmacherze ponadto z przydomkiem Gliszczyński.
Chamierowie innych przydomków mieli używać wedle Pragerta innych herbów: Chamier, Chamier III, Chamier IV.